# Ala I Augusta Gemina Colonorum
Die Ala I Augusta Gemina Colonorum (deutsch 1. Ala die Augusteische Gemina Colonorum) war eine römische Auxiliareinheit. Sie ist durch Militärdiplome, Inschriften und Arrians Werk Ἔκταξις κατὰ Ἀλάνοον belegt. In den Militärdiplomen und in einer Inschrift wird sie als Ala Gemina Colonorum bezeichnet.

## Namensbestandteile
- Augusta: die Augusteische. Die Ehrenbezeichnung bezieht sich auf Augustus.

- Gemina: (lateinisch Geminus Zwillings-). Die Ala entstand aus der Zusammenlegung von zwei Einheiten.[2][3][A 1]

- Colonorum: der Militärkolonisten (lat. Colonus Landwirt, Pächter, Kolonist). Die Soldaten der Ala wurden bei Aufstellung der Einheit(en) wahrscheinlich aus den Nachkommen von Veteranen rekrutiert, die von Augustus in Kolonien im Süden der heutigen Türkei angesiedelt worden waren.[3][4]

Da es keine Hinweise auf den Namenszusatz milliaria (1000 Mann) gibt, war die Einheit eine Ala quingenaria. Die Sollstärke der Ala lag bei 480 Mann, bestehend aus 16 Turmae mit jeweils 30 Reitern.

## Geschichte
Die Ala war in der Provinz Cappadocia stationiert. Sie ist auf Militärdiplomen für die Jahre 99 bis 101 n. Chr. aufgeführt.
Die Einheit ist erstmals durch eine Inschrift nachgewiesen, die auf 68/69 datiert wird und die in der Provinz Syria gefunden wurde. Durch ein Militärdiplom ist sie erstmals 99 in der Provinz Galatia et Cappadocia nachgewiesen. In dem Diplom wird die Ala als Teil der Truppen aufgeführt (siehe Römische Streitkräfte in Cappadocia), die in der Provinz stationiert waren. Ein weiteres Diplom, das auf 101 datiert ist, belegt die Einheit in derselben Provinz. Danach war sie Teil der Streitkräfte, die Arrian für seinen Feldzug gegen die Alanen (Ἔκταξις κατὰ Ἀλάνοον) um 135 mobilisierte. Arrian erwähnt in seinem Bericht eine Einheit, die er als εἴλης ᾗ ὄνομα Κολωνοί bezeichnet.
Letztmals erwähnt wird die Einheit in der Notitia dignitatum mit der Bezeichnung Ala prima Augusta Colonorum für den Standort Chiaca. Sie war Teil der Truppen, die dem Oberkommando des Dux Armeniae unterstanden.

## Standorte
Standorte der Ala in Cappadocia waren möglicherweise:
- Chiaca: Die Einheit wird in der Notitia dignitatum für diesen Standort aufgeführt.
- Iconium (Konya): zwei Inschriften[10] wurden in der Nähe von Iconium gefunden.[3]

## Angehörige der Ala
Folgende Angehörige der Ala sind bekannt:

### Kommandeure
| - Gaius Marcius Macedo: er wird auf dem Diplom von 99 als Kommandeur genannt. - Herod, ein Stratopedarches (IGR 3.1144) - Lucius Egnatius Quartus, ein Praepositus | - M. Claudius Rutilius Varus, ein Präfekt (IGR 3.797) - M(arcus) Sentius Proculus, ein Präfekt (AE 1926, 150) - Sextus Cornelius Dexter, ein Präfekt (CIL 8, 8934) |

### Sonstige
| - C(aius) Iulius Crescens, ein Soldat: das Diplom von 99 wurde für ihn ausgestellt. - G. Aponianus Sopatrus, ein Decurio (AE 1930,108) | - G. Apponius Firmus, ein Decurio (AE 1907,57) |